# Nicrophorus confusus
Nicrophorus confusus es un coleóptero de la familia de los sílfidos.